# La Trinité-de-Thouberville
La Trinité-de-Thouberville est une commune française située dans le département de l'Eure, en région Normandie.

## Géographie

### Localisation
La Trinité-de-Thouberville est une commune du Nord du département de l'Eure et limitrophe de celui de la Seine-Maritime. Son territoire s'étend dans le Nord du Roumois, à proximité de la vallée de la Seine, entre le Parc naturel régional des Boucles de la Seine normande au nord et la forêt de la Londe-Rouvray au sud. La limite nord de la commune est marquée par une petite vallée sèche (la vallée du Fournel) que souligne un bandeau boisé, offrant ainsi un certain contraste avec le sud, davantage occupé par des parcelles consacrées à la culture. À vol d'oiseau, le bourg est à 4,5 km à l'est de Bourg-Achard, à 12,5 km au nord-ouest d'Elbeuf, à 17,5 km au sud-ouest de Rouen et à 43 km au nord-ouest d'Évreux.
| Barneville-sur-Seine | Mauny (Seine-Maritime)     |         |
| Bosgouet             | La Trinité-de-Thouberville | Caumont |
|                      | Saint-Ouen-de-Thouberville |         |

### Hydrographie
La commune est située dans le bassin Seine-Normandie. Elle n'est drainée par aucun cours d'eau,.

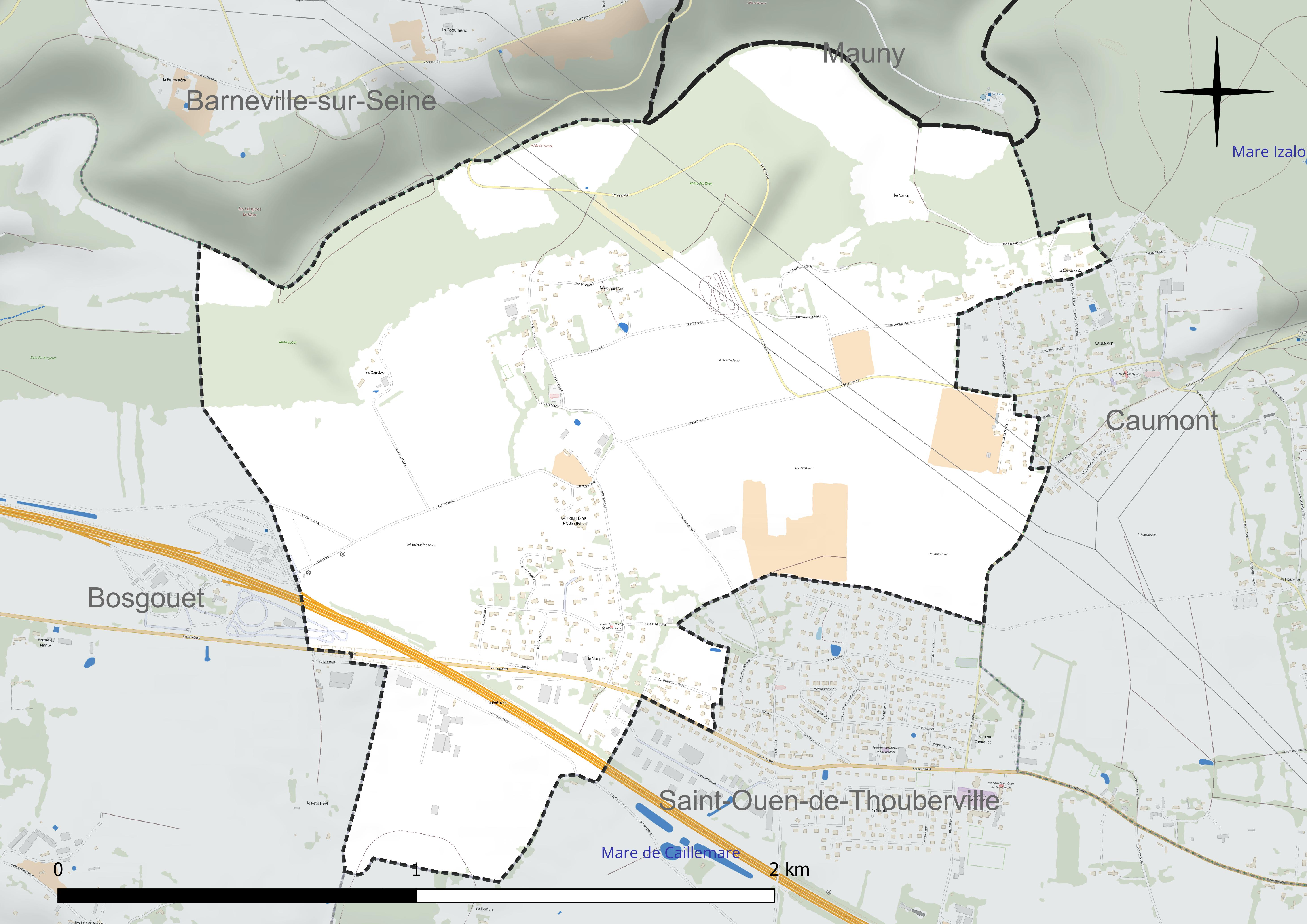
Réseau hydrographique de la Trinité-de-Thouberville.

### Climat
Pour des articles plus généraux, voir Climat de la Normandie et Climat de l'Eure.
En 2010, le climat de la commune est de type climat océanique altéré, selon une étude du CNRS s'appuyant sur une série de données couvrant la période 1971-2000. En 2020, Météo-France publie une typologie des climats de la France métropolitaine dans laquelle la commune est exposée à un climat océanique et est dans la région climatique  Côtes de la Manche orientale, caractérisée par un faible ensoleillement (1 550 h/an) ; forte humidité de l’air (plus de 20 h/jour avec humidité relative > 80 % en hiver), vents forts fréquents. Parallèlement le GIEC normand, un groupe régional d’experts sur le climat, différencie quant à lui, dans une étude de 2020, trois grands types de climats pour la région Normandie, nuancés à une échelle plus fine par les facteurs géographiques locaux. La commune est, selon ce zonage, exposée à un « climat contrasté des collines », correspondant au Pays d’Auge, Lieuvin et Roumois, moins directement soumis aux flux océaniques et connaissant toutefois des précipitations assez marquées en raison des reliefs collinaires qui favorisent leur formation.
Pour la période 1971-2000, la température annuelle moyenne est de 10,2 °C, avec  une amplitude thermique annuelle de 13,3 °C. Le cumul annuel moyen de précipitations est de 824 mm, avec 12,7 jours de précipitations en janvier et 8,7 jours en juillet. Pour la période 1991-2020, la température moyenne annuelle observée sur la station météorologique la plus proche, située sur la commune de Jumièges à 9 km à vol d'oiseau, est de 12,2 °C et le cumul annuel moyen de précipitations est de 843,5 mm,. Pour l'avenir, les paramètres climatiques de la commune estimés pour 2050 selon différents scénarios d’émission de gaz à effet de serre sont consultables sur un site dédié publié par Météo-France en novembre 2022.

## Urbanisme

### Typologie
Au 1er janvier 2024, La Trinité-de-Thouberville est catégorisée bourg rural, selon la nouvelle grille communale de densité à 7 niveaux définie par l'Insee en 2022.
Elle appartient à l'unité urbaine de Saint-Ouen-de-Thouberville, une agglomération inter-départementale dont elle est une commune de la banlieue,. Par ailleurs la commune fait partie de l'aire d'attraction de Rouen, dont elle est une commune de la couronne,. Cette aire, qui regroupe 317 communes, est catégorisée dans les aires de 200 000 à moins de 700 000 habitants,.

### Occupation des sols
L'occupation des sols de la commune, telle qu'elle ressort de la base de données européenne d’occupation biophysique des sols Corine Land Cover (CLC), est marquée par l'importance des territoires agricoles (62,5 % en 2018), en diminution par rapport à 1990 (68,1 %). La répartition détaillée en 2018 est la suivante : 
terres arables (46 %), forêts (24,2 %), zones agricoles hétérogènes (14,5 %), zones urbanisées (10,7 %), zones industrielles ou commerciales et réseaux de communication (2,6 %), prairies (2 %). L'évolution de l’occupation des sols de la commune et de ses infrastructures peut être observée sur les différentes représentations cartographiques du territoire : la carte de Cassini (XVIIIe siècle), la carte d'état-major (1820-1866) et les cartes ou photos aériennes de l'IGN pour la période actuelle (1950 à aujourd'hui).

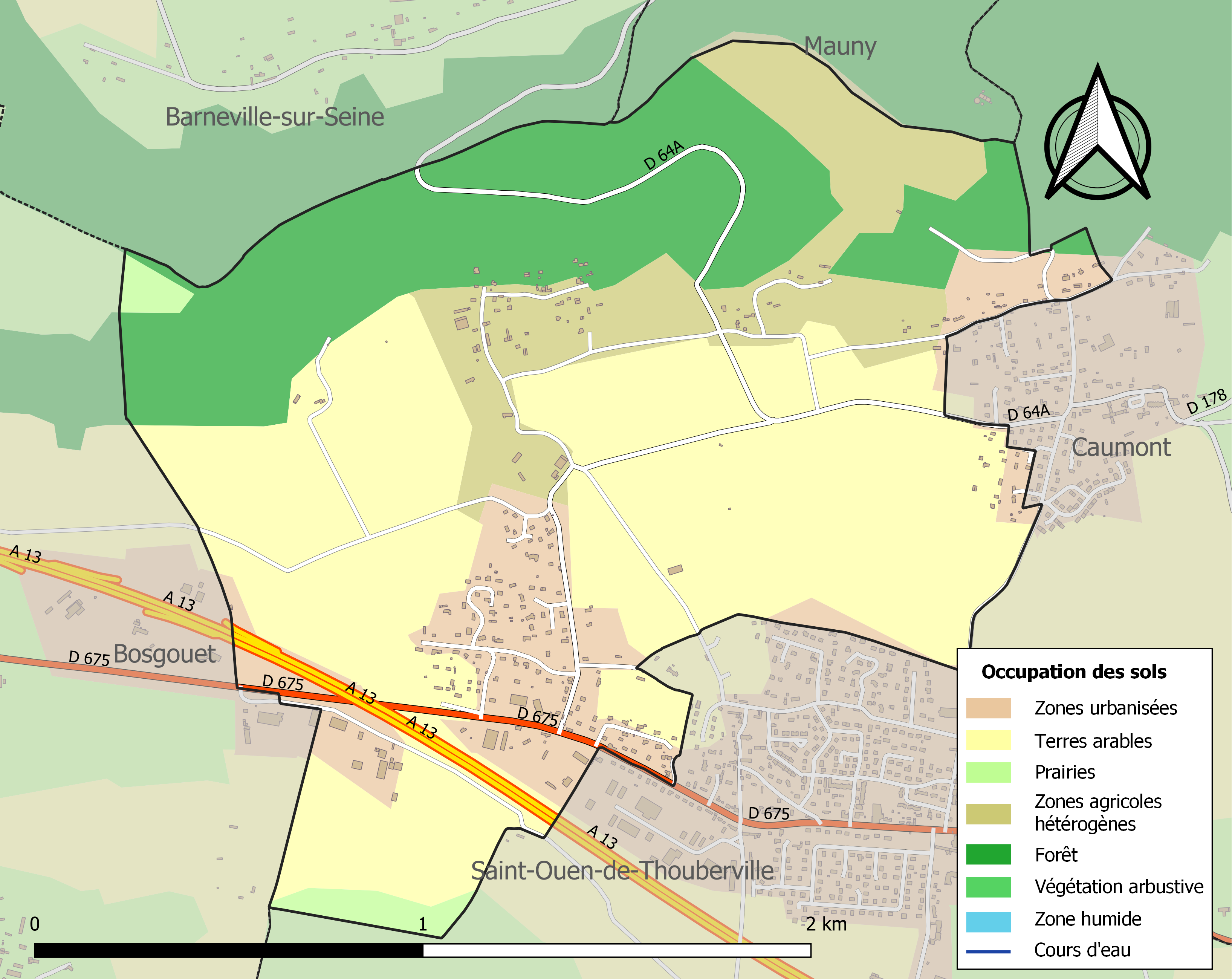
Carte des infrastructures et de l'occupation des sols de la commune en 2018 (CLC).

## Toponymie
Le nom de la localité est attesté sous les formes Tuberti villa au milieu du XIe siècle, vers 1060 (Cartulaire Boscherville, fol. 57 r°) ; Sancta Trinitas de Tubervilla en 1175 (charte de Rotrou, archevêque de Rouen) ; La Trinité de Thouberville en 1793 ; La Trinité-de-Touberville en 1801.
Le premier élément La trinité- tient au fait que l'église est placée sous l'invocation de la Sainte Trinité. La Trinité est un hagiotoponyme commun à une douzaine de communes en France. Dans le christianisme, la Trinité (ou Sainte Trinité) est le Dieu unique en trois personnes : le Père, le Fils et le Saint-Esprit, égaux, participant d'une même essence divine et pourtant fondamentalement distincts.

Le second élément -Thouberville renvoie au nom de lieu primitif. Il s'agit d'une formation toponymique médiévale en -ville au sens ancien de « domaine rural », dont le premier élément Thouber- représente un anthroponyme selon le cas général. Il est possible de reconnaître le nom de personne anglo-scandinave Thorbert ou Thurbert. Thorbert, variante Torbertus, Toruert, Turbert, Turbertus est par exemple le nom de plusieurs personnages mentionnés dans le Domesday Book.

## Histoire
Au XIe siècle, Thouberville est un vaste territoire qui s’étend aujourd’hui encore sur quatre communes: La Trinité-de-Thouberville, Saint-Ouen-de-Thouberville, Caumont et Bourg-Achard en partie.
L'église fut donnée au prieuré de Bourg-Achard par Nicolas de la Londe en 1175.

## Politique et administration
| Période                                  | Période     | Identité                    | Étiquette | Qualité |
| ---------------------------------------- | ----------- | --------------------------- | --------- | ------- |
| an VIII                                  | 1807        | Dupont                      |           |         |
| 1807                                     | avril 1812  | Alexandre                   |           |         |
| avril 1812                               | 1820        | François Victor Le Marchand |           |         |
| 10 janvier 1820                          | 1870        | Pierre Testut               |           |         |
| septembre 1870                           | 1878        | Émile Perrier               |           |         |
| mars 1878                                | 21 mai 1891 | Aubert                      |           |         |
| 1891                                     | 1902        | A Sallain                   |           |         |
| avant 1995                               | ?           | Gérard Caillat              | DVD       |         |
| mars 2001                                | mars 2008   | Jacques Cloët               |           |         |
| mars 2008                                | mars 2014   | Robert Bannwarth            |           |         |
| mars 2014                                | En cours    | Jacques Dorléans            | SE        | Employé |
| Les données manquantes sont à compléter. |             |                             |           |         |

## Population et société

### Démographie
L'évolution du nombre d'habitants est connue à travers les recensements de la population effectués dans la commune depuis 1793. Pour les communes de moins de 10 000 habitants, une enquête de recensement portant sur toute la population est réalisée tous les cinq ans, les populations de référence des années intermédiaires étant quant à elles estimées par interpolation ou extrapolation. Pour la commune, le premier recensement exhaustif entrant dans le cadre du nouveau dispositif a été réalisé en 2008.

En 2022, la commune comptait 416 habitants, en évolution de −5,02 % par rapport à 2016 (Eure : −0,25 %, France hors Mayotte : +2,11 %).
| 1793 | 1800 | 1806 | 1821 | 1831 | 1836 | 1841 | 1846 | 1851 |
| ---- | ---- | ---- | ---- | ---- | ---- | ---- | ---- | ---- |
| 656  | 546  | 506  | 586  | 242  | 202  | 251  | 248  | 230  |

| 1856 | 1861 | 1866 | 1872 | 1876 | 1881 | 1886 | 1891 | 1896 |
| ---- | ---- | ---- | ---- | ---- | ---- | ---- | ---- | ---- |
| 248  | 220  | 208  | 158  | 159  | 130  | 142  | 131  | 122  |

| 1901 | 1906 | 1911 | 1921 | 1926 | 1931 | 1936 | 1946 | 1954 |
| ---- | ---- | ---- | ---- | ---- | ---- | ---- | ---- | ---- |
| 112  | 112  | 107  | 120  | 102  | 100  | 124  | 131  | 151  |

| 1962 | 1968 | 1975 | 1982 | 1990 | 1999 | 2006 | 2008 | 2013 |
| ---- | ---- | ---- | ---- | ---- | ---- | ---- | ---- | ---- |
| 127  | 160  | 276  | 335  | 323  | 386  | 412  | 426  | 439  |

| 2018 | 2022 | - | - | - | - | - | - | - |
| ---- | ---- | - | - | - | - | - | - | - |
| 427  | 416  | - | - | - | - | - | - | - |

## Culture locale et patrimoine

### Lieux et monuments

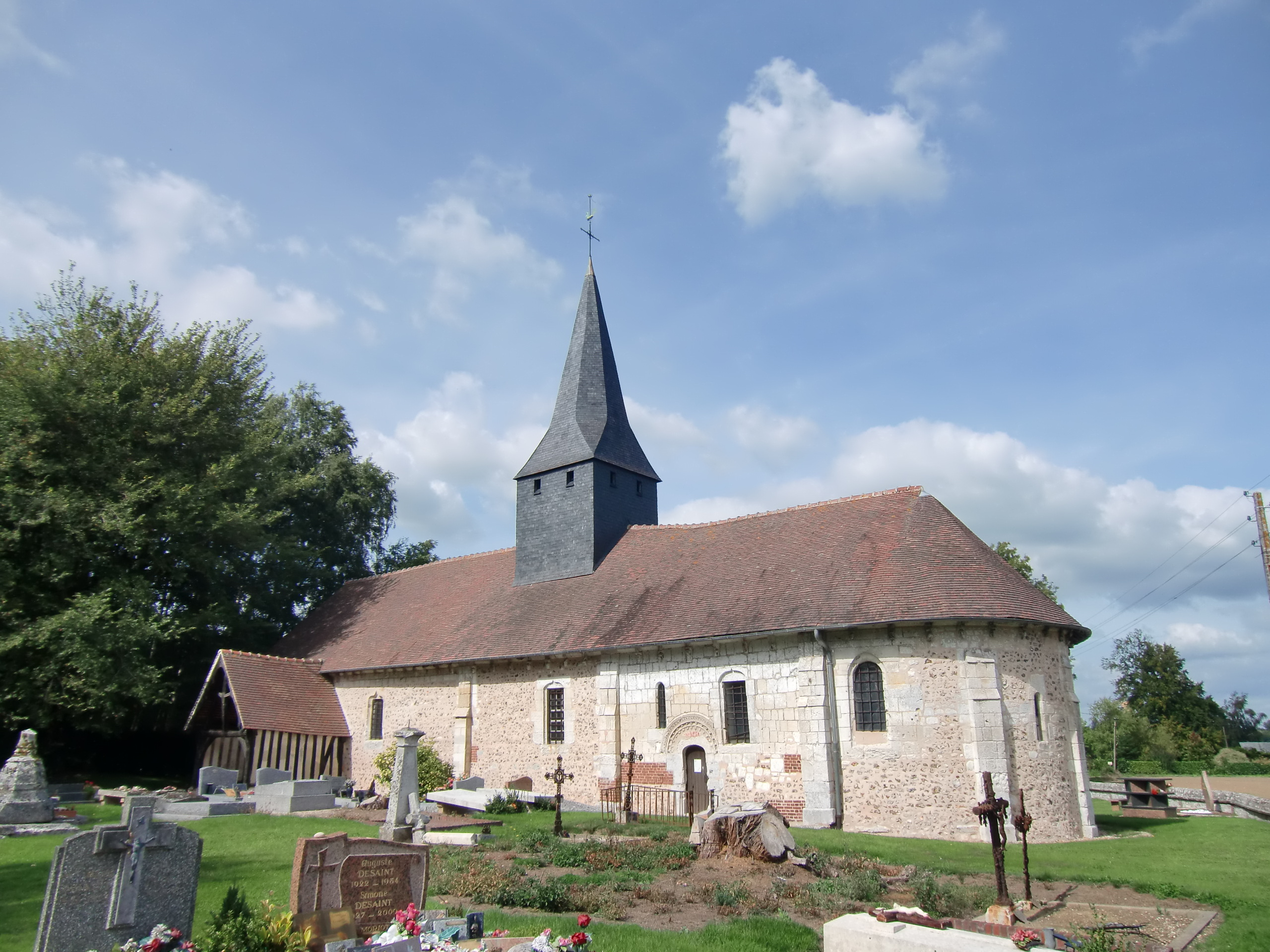
Église de la Sainte-Trinité.

La Trinité-de-Thouberville compte deux édifices inscrits au titre des monuments historiques :
- L'église de la Sainte-Trinité (XIIe, XVe et XVIe)  Inscrit MH (1971)[34]. Cette église, placée sous le patronage du prieur de Bourg-Achard, a été édifiée au Xe siècle-XIe siècle et agrandie au XIIe siècle. La porte sud date du XVe siècle et le lambris de couvrement de la nef du XVIe siècle. Murs de la nef avec silex disposés en opus spicatum (fin Xe siècle-début XIe siècle)[35] ;
- Une croix de cimetière du XVe siècle ou XVIe siècle  Inscrit MH (1971)[36].

Par ailleurs, la commune compte sur son territoire plusieurs monuments inscrits à l'inventaire général du patrimoine culturel :
- Un château fort, ferme probablement du XVIIe siècle[37]. Le château fort a été rasé dans la deuxième moitié du XIVe siècle. Sont encore visibles quelques vestiges des fossés et une grange datant peut-être du XVIIe siècle ;
- Deux manoirs : l'un manoir du XVIIe siècle au lieu-dit la Rouge Mare[38] et l'autre des XVIIe et XVIIIe siècles[39] ;
- Une maison du XVIIe siècle au lieu-dit le Maupas[40].